# Wilhelm Tempel (Rechtsanwalt)

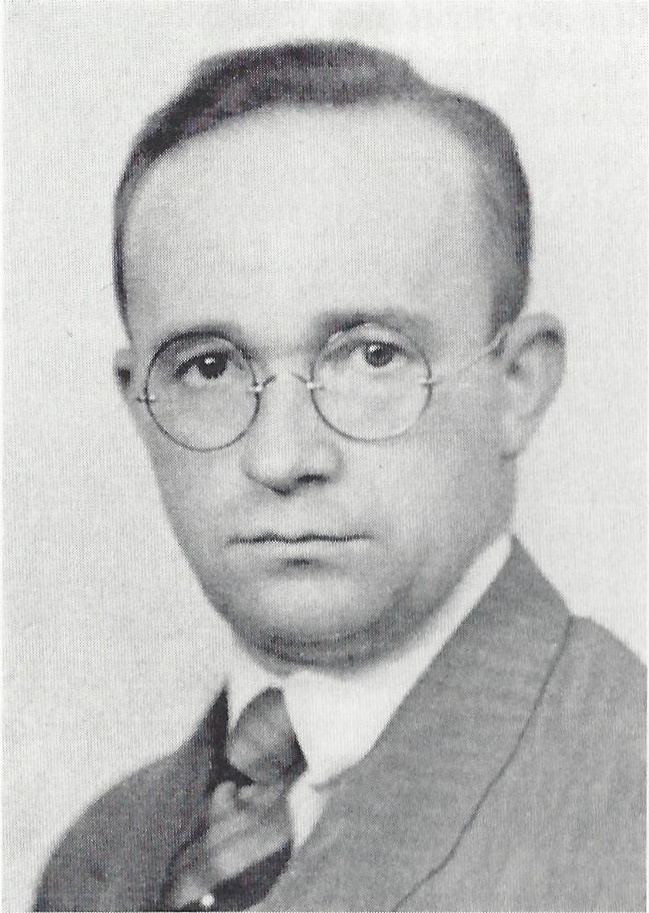
Wilhelm Tempel

Wilhelm Tempel (* 4. Juni 1905 in Lößnitz, Erzgebirge; † 13. Januar 1983 in Zell im Fichtelgebirge, Oberfranken) war ein deutscher Rechtsanwalt. Er gehörte zu den Gründern des Nationalsozialistischen Deutschen Studentenbundes (NSDStB).

## Leben
Als Sohn eines Schuhmachermeisters studierte Tempel Rechtswissenschaft und Geschichte an der Philipps-Universität Marburg, der Ludwig-Maximilians-Universität München und der Universität Leipzig. 1932 wurde er in Leipzig mit einer Arbeit über den Aufbau der faschistischen Staatsgewalt in Italien zum Dr. iur. promoviert. Danach ließ er sich als Rechtsanwalt in Leipzig nieder und saß im Ratsherrenkollegium, ab 1936 als Vizevorsteher.
Als nationaler Sozialist schrieb er am 28. Juni 1925 an Adolf Hitler; der Nationalsozialismus müsse gegen die Profitsucht der Unternehmer für die Besserstellung der Arbeiter eintreten und notfalls Schulter an Schulter mit der Sozialdemokratie kämpfen. Die Antwort von Privatsekretär Rudolf Heß betonte die Verbindung von Nationalem und Sozialem, was Tempel zum Eintritt in die NSDAP bewog. Er gründete im Februar 1926 mit Helmut Podlich den Nationalsozialistischen Deutschen Studentenbund (NSDStB) und wurde dessen erster Reichsführer (1926–1928). Nach internen Konflikten trat er im Juni 1928 zurück.
Vom 1. Dezember 1933 (Heft 1) bis zum September 1934 (Heft 9) war Wilhelm Tempel der einzige Herausgeber der Zeitschrift „Erwachendes Europa. Monatsschrift für nationalsozialistische Weltanschauung, Außenpolitik und Auslandskunde“, die mit Heft 9 ihr Erscheinen einstellte.
Im Zweiten Weltkrieg war Wilhelm Tempel Unteroffizier in einem Infanterie-Regiment. Er war ab 1951 als Rechtsanwalt in Münchberg, Oberfranken tätig.

## Werke
- Wilhelm Tempel: Aufbau der Staatsgewalt im faschistischen Italien. Anhang: Die wichtigsten faschistischen Grundgesetze seit 1922 und die faschistische Lehre von Berlutti, vom Verfasser übersetzt, 2. verm. Aufl., Leipzig: Hirschfeld, 1933, VIII, 166 S.